# NGC 3570
NGC 3570 (другие обозначения — UGC 6240, MCG 5-27-19, ZWG 156.18, NPM1G +27.0307, PGC 34071) — линзообразная галактика (S0) в созвездии Лев.
Этот объект входит в число перечисленных в оригинальной редакции «Нового общего каталога».
В галактике вспыхнула сверхновая SN 1973D. Её пиковая видимая звёздная величина составила 17.